# 리득남
리득남(? ~ )은 조선민주주의인민공화국의 정치인이다. 조선로동당 중앙위원회 검열위원회 부위원장이다.

## 경력
조선로동당 당중앙위원회 검열위원회 부위원장을 거쳐 2000년 8월에 자강도 강계시 당 책임비서로 임명되었다. 2016년 5월, 조선로동당 제7차 대회에서 당중앙위 검열위원회 부위원장으로 다시 선출되었다.

## 최고인민회의 대의원
1998년 7월 최고인민회의 제10기 대의원을 지냈다.